# نمو أسي

يوضح الرسم البياني كيف يفوق النمو الأسي (بالأخضر) كلا من النمو الخطي (بالأحمر) والتكعيبي (بالأزرق).
نمو أسي
نمو خطي
نمو تكعيبي

النمو الأسي هو تعبير رياضي يصف عملية تزايد حيث تتزايد قيمة س خلال فترات زمنية متساوية بنفس معدل الزيادة. القيمة س تتغير مع الزمن «بزيادة أسية»، أو يمكن أيضا في حالات النقصان مع الزمن أن تتغير القيمة «بنقصان أسي». وعندما تتزايد القيمة بواسطة الأس (أو القوة)، يهمنا الزمن الذي يحدث فيه مضاعفة للقيمة الأولية، وفي حالة النقصان الأسي يهمنا تقدير ما يسمى نصف العمر. تلك التغيرات الأسية تختلف عن التغيرات الخطية، وتختلف كذلك عن الزيادة التربيعية أو الزيادة المكعبة، قد يكون معتمدا على الزمن ولكن من الممكن أن يكون التغير معتمدا على معامل أخر.
التزايد الأسي يتزايد بطيئا في البداية ولكنه يزداد بطريقة عظيمة (فوق التخيل) مع تزايد الزمن، بحيث أن النمو الأسي يفوق الزيادة الخطية أو الزيادة التربيعية أو الزيادة التكعيبية، مما يجعل تصورنا لنموها يكون دائما بعيدا وأقل من الحقيقة.
وكما تصف دالة الزيادة الأسية لقيمة ما، فتوجد عمليا ظواهر طبيعية تصف التضاؤل الأسي أو التحلل الأسي؛ مثال على ذلك التحلل الإشعاعي، حيث يقل معدل إشعاع عينة مشعة مثل السيزيوم-137 مع الزمن طبقا لدالة أسية.
والدالات الأسية جزء من أهم التحليلات في الرياضيات ومجالاتها التطبيقية بشكل عام، وهي أحيانا تصف ظواهر طبيعية، مثل التكاثر في البيولوجيا (تكاثر البشر أو تكاثر البكتيريا). كما لها تطبيقات في الاقتصاد حيث نحسب بها الفائدة.
من الأمثلة في الشكل:
النمو التكعيبي تمثله المعادلة: 
{\displaystyle x_{t}=x^{t}}
فإذا كانت t = 3
نحصل على
{\displaystyle x_{t}=x^{3}}
وإذا وضعنا x = 3
نحصل على:
{\displaystyle x_{t}=27}
يمكن الحصول على المنحى الأزرق في الشكل باختيار قيمة معينة لـ x وقيم مختلفة للأس، مثلا بين 0 و 15 فينشأ المنحنى الأزرق.
أما، النمو الأسي:

## دالة نمو أسي
نفترض في الدالة الأسية أن القيمة {\displaystyle B(t)} تعتمد على الزمن {\displaystyle t}.
وصيغة الدالة تأخذ الشكل:
{\displaystyle B(t)=A\cdot a^{t}}
حيث:
{\displaystyle A>0} و {\displaystyle a>0}
أو من الممكن أن تأخذ تلك المعادلة الشكل:
{\displaystyle B(t)=A\cdot e^{\lambda t}}
حيث e ثابت رياضي:
{\displaystyle \lambda =\ln(a)}
ونظرا لأن
{\displaystyle B(0)=A}
تكون القيمة {\displaystyle A} هي القيمة الابتدائية عند الزمن {\displaystyle t=0}
تصبح {\displaystyle a>1}, وبالتالي {\displaystyle \lambda >0}, وهذه الحالة هي حالة نمو أسي.

### مثال 1 للدالة الأسية: حساب الفائدة المركبة
حساب الفائدة المركبة، ولتكن 8 % في السنة لمبلغ نضعه في مصرف مثلا، تنطبق المعادلة الأسية التالية:
{\displaystyle K(t)=A\cdot 1{,}08^{t}}
حيث {\displaystyle K(t)} المبلغ المتكون بعد عدد {\displaystyle t} من السنوات.
فإذا كان المبلغ الأولي € {\displaystyle A=100}
فيصبح بعد 9 سنوات:
{\displaystyle K(9)=100\cdot 1{,}08^{9}=199{,}90}
أي يزداد رأس المال الموضوع ويصل إلى 199,90 € بعد 9 سنوات.

### مثال 2: انتشار عدوى
نفترض ان عدوى تنتشر في مدينة بمعدل تضاعف عدد المصابين كل 3 أيام. فمثلا، إذا كان في المدينة 1000 شخص مصابون في الوقت 0، فإنه عدد المصابين يصبح 2000 شخصا بعد 3 أيام، ويصل إلى 4000 شخص مصاب بعد 6 أيام، وهكذا. أي أن عدد المصابين يزداد أسيا، ويمكن وصف ذلك بالمعادلة:
{\displaystyle I(t)=1000\cdot a^{t}}
حيث:
{\displaystyle t} هو عدد الأيام، و {\displaystyle a={\sqrt[{3}]{2}}} ،
بعد 27 يوم نحصل على الآتي:
{\displaystyle I(27)=1000\cdot ({\sqrt[{3}]{2}})^{27}=512.000}
أي يصبح بعد 27 يوم من انتشار العدوى 512.000 شخصا مصابا.
في مثالنا هذا اعتبرنا أن عدد سكان المدينة غير محدود، فيكون تزايد أنتقال العدوى أيضا بلا حدود. ولكن عنما يكون عدد سكان المدينة محدود يبدأ التزايد في البدء نموا أسيا ثم يميل إلى حالة تشبع، بمعنى أن يصل إلى عدد ثابت من المصابين وهو عدد السكان. الانتشار الذي ينتهي بحالة تشبع تسمى دالة لوجستية.

## إضمحلال أسي
معادلة التحلل الإشعاعي هي مثال لـ لمعادلة الإضمحلال الأسي، وهي تشبه المعادلة السابقة التي تصف النمو الأسي، إلا أن يُضاف إليها في أس الثابت الرياضي e علامة الناقص (-)، كالأتي:
{\displaystyle N(t)=N_{0}\,e^{-{\lambda }t}=N_{0}\,e^{-t/\tau }.\,\!}
حيث:

منحنيات تضاؤل الإشعاع من عينة مشعة (المحور الرأسي) مع الزمن (المحور الأفقي) في ثلاثة حالات : (الأحمر) يصف حالة عنصر مشع دو عمر نصف طويل، والمنحنى (الأخضر) يصف تحلل عنصر له عمر نصف قصير τ ؛ يفقد خاصية إشعاعه بسرعة.

N0 هي عدد الذرات المشعة N عند الزمن (t = 0).
وتبين المعادلة N(t) أن ثابت التحلل λ له وحدة 1/الزمن، وبالتالي يمكن صيغتها في صورة τ حيث تـُعطي τ نصف العمر  أو عمر النصف لتحلل العنصر (وهي خاصية طبيعية لكل عنصر مشع ـ وتختلف باختلاف العناصر؛ الفيزيائيون يعرفون أن نصف عمر العناصر المشعة يختلف بشكل كبير من عنصر إلى عنصر، بعضها قد يكون جزءا من الثانية وبعضها يبلغ ملايين السنين.)
وعلاقة τ ب {\displaystyle {\lambda }} كالآتي:
{\displaystyle \tau ={\frac {1}{\lambda }}}
وتمثل الدالة الأسية لأساس الثابت الطبيعي e معدل التحلل في المعادلة الثانية.
وفي العادة يكون عدد ذرات العينة كبير جدا مقارب لعدد أفوجادرو بحيث يكون وصف تلك المعادلة لمعدل التحلل وصفا جيدا.